# Fernando Cuén
Fernando Cuén (* 30. April 1890 in Badiraguato, Sinaloa; † 1963 in Mexiko-Stadt) war ein mexikanischer Botschafter.

## Leben
Fernando Cuén erreichte im Militär auf Seiten der Constituionalisten den Rang eines Generals.
Nach dem Francisco Madero in seiner Regierung den Staatsapparat von Porfirio Díaz unangetastet ließ, enthob Venustiano Carranza alle mexikanischen Diplomaten ihrer Ämter. Fernando Cuén gehörte zur neuen Diplomatengeneration, die das Vertrauen von Carranza genoss.
Nach seiner Diplomatenkarriere zog Fernando Cuén als persönlicher Nachrückabgeordneter mit Juan de Dios Bátiz Paredes für Sinaloa ins Bundesparlament ein.
| Vorgänger                 | Amt                                                                            | Nachfolger                |
| ------------------------- | ------------------------------------------------------------------------------ | ------------------------- |
| Adolfo Mújica y Sáyago    | mexikanischer Botschafter in Bogotá 9. Mai 1917 bis 1. März 1918               | Gerzayn Ugarte            |
| Manuel J. de Lizardi      | mexikanischer Botschafter in Caracas 3. August 1917 bis 1. März 1918           | Gerzayn Ugarte            |
| Adolfo Mújica y Sáyago    | mexikanischer Botschafter in Quito 15. Oktober 1917 bis 1. März 1918           | Gerzayn Ugarte            |
| Leopoldo Blázquez Margáin | mexikanischer Botschafter in Santiago de Chile 23. März 1919 bis 21. Juni 1920 | Enrique González Martínez |